# Rio Winnipeg
O rio Winnipeg é um rio do Canadá que nasce no lago dos Bosques na província de Ontário e desagua no lago Winnipeg na província de Manitoba e que depois continua até à Baía de Hudson via o rio Nelson. Este rio tem 235 km de extensão desde Norman Dam em Kenora até à sua foz no lago Winnipeg.  Ele banha uma área de 150 000 km², principalmente no Canadá. Aproximadamente 29 mil km² desta área encontra-se no norte de Minnesota.